# هيديمي ياماموتو
هيديمي ياماموتو (باليابانية: 山本 英臣) (26 يونيو 1980 في ايشيكاوا في اليابان – )؛ هو لاعب كرة قدم ياباني سابق كان يلعب كمدافع.

## وصلات خارجية
- هيديمي ياماموتو على موقع رابطة كرة القدم اليابانية للمحترفين (اليابانية)
- هيديمي ياماموتو على موقع قاعدة بيانات كرة القدم.إي يو (الإنجليزية)
- هيديمي ياماموتو على موقع Soccerway.com (الإنجليزية)
- هيديمي ياماموتو على موقع عالم كرة القدم.نت (الإنجليزية)
- هيديمي ياماموتو على موقع كووورة